# Кашпир (Приволжский район)
Кашпир — село в Приволжском районе Самарской области России. Входит в состав сельского поселения Новоспасский.

## География
Село находится в юго-западной части Самарской области, в пределах Низкого Заволжья, в лесостепной зоне, на восточном берегу Саратовского водохранилища, на расстоянии примерно 14 километров (по прямой) к северо-северо-западу (NNW) от села Приволжье, административного центра района. Абсолютная высота — 31 метр над уровнем моря.
Климат
Климат характеризуется как умеренно континентальный. Среднегодовая температура — 4,6 °C. Средняя температура воздуха самого тёплого месяца (июля) — 21,1 °C (абсолютный максимум — 41 °C); самого холодного (января) — −12,3 °C (абсолютный минимум — −47 °C). Среднегодовое количество атмосферных осадков составляет 466 мм, из которых около 306 мм выпадает в период с апреля по октябрь. Снежный покров образуется в третьей декаде ноября и держится в течение 141 дня.
Часовой пояс
Село Кашпир, как и вся Самарская область, находится в часовой зоне МСК+1. Смещение применяемого времени относительно UTC составляет +4:00.

## История
В 1717 году произошёл так называемый «Кубанский погром», при котором город-крепость Кашпир  был разрушен. Немногим из тех, кто уцелел, пришлось покинуть город, превращённый в пепелище. Осенью 1717 года, переселенцами из него, на левом берегу Волги, было основано село Кашпирские Хутора, которые со временем стали называться Кашпир.

## Население
| 2010 |
| ---- |
| 594  |

Половой состав
По данным Всероссийской переписи населения 2010 года в гендерной структуре населения мужчины составляли 46,8 %, женщины — соответственно 53,2 %.
Национальный состав
Согласно результатам переписи 2002 года, в национальной структуре населения русские составляли 92 % из 606 чел.

## Известные уроженцы
- Ерошевский, Тихон Иванович — советский офтальмолог, доктор медицинских наук, профессор, Герой Социалистического Труда.